# Peter Tillberg

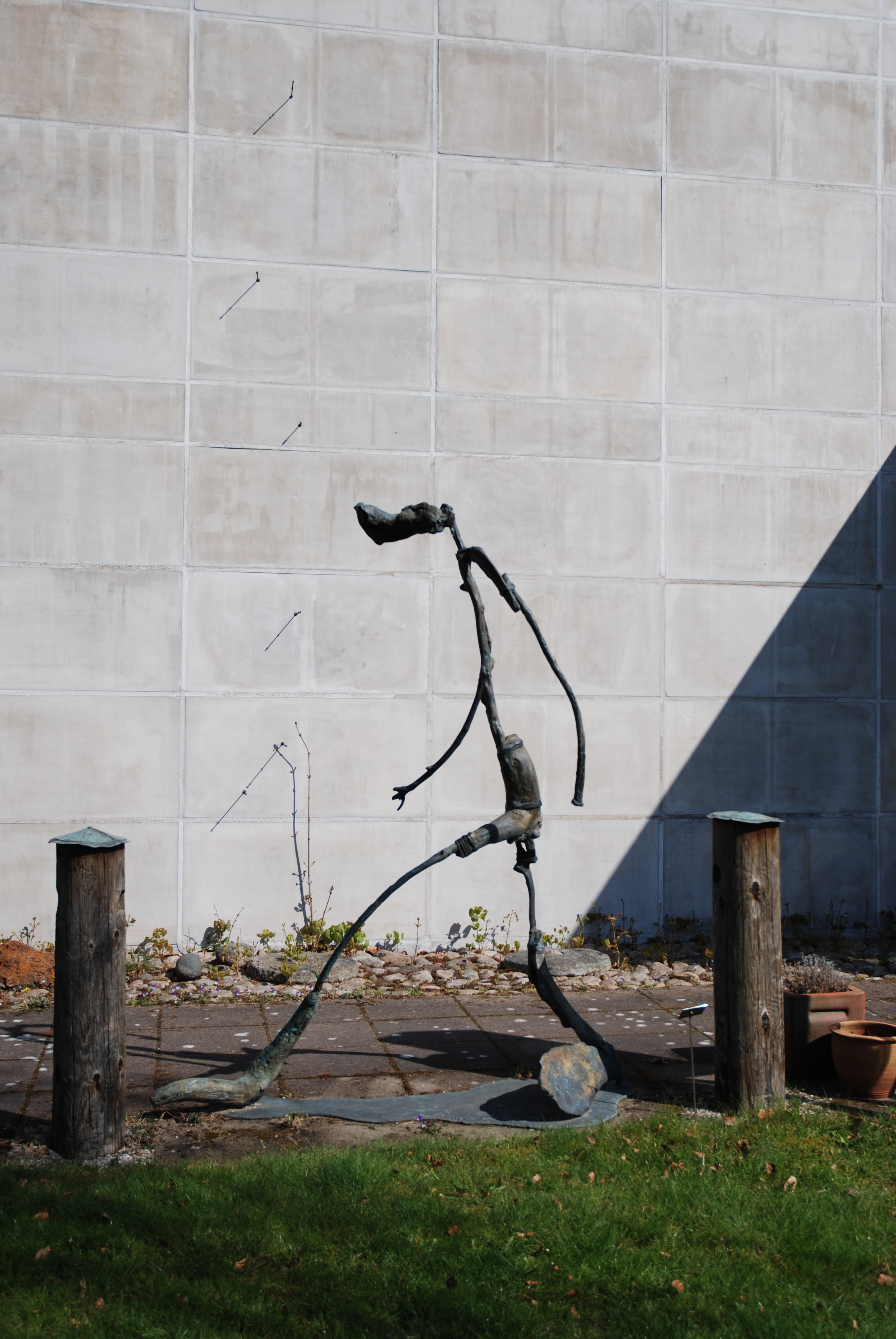
Komma hem från arbetet i skulpturparken vid Konsthallen Hishult.

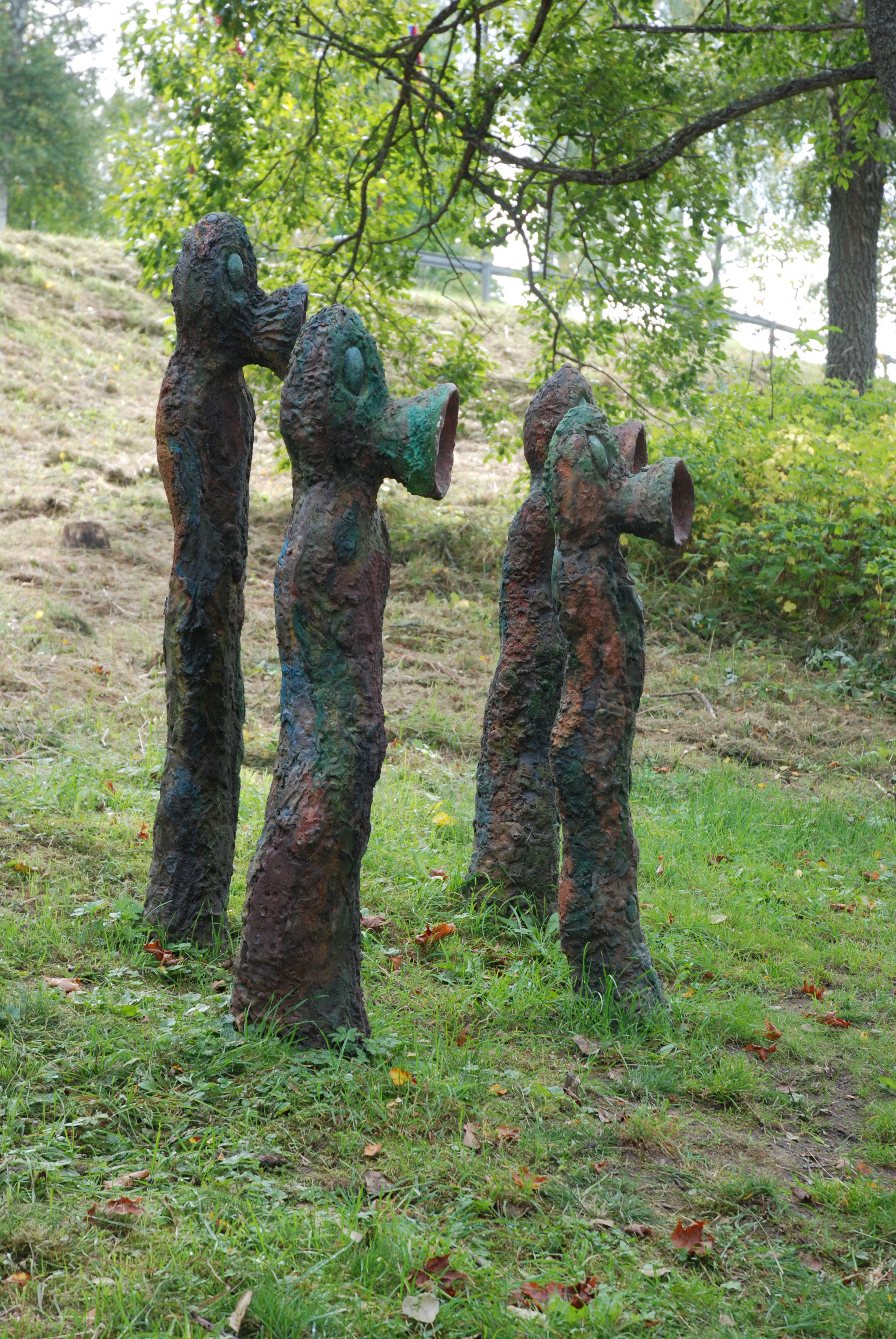
Trattgubbar i Skulpturparken Ängelsberg i Ängelsberg.

Nils Peter Robert Tillberg, född 7 juni 1946 i Hammarby församling i Stockholm, död 3 juni 2016 i Nimes, Frankrike, var en svensk målare, tecknare, scenograf och skulptör.

## Biografi
Peter Tillberg växte upp i Göteborg och i skånska Viken. Han var son till arkitekten Robert Tillberg och Eva, ogift Anderson. sonson till Erik W. Tillberg och morbror till kocken Niklas Ekstedt.
Tillberg utbildade sig på Grundskolan för konstnärlig utbildning i Stockholm 1963 och vid Kungliga Konsthögskolan i Stockholm 1964–1969 med lärare som Lennart Rodhe och Evert Lundquist. Han blev känd på 1970-talet för sina samhällsdebatterande målningar i fotorealistisk stil. Ett av hans mest kända konstverk från denna tid är Blir du lönsam, lille vän? (1971–1972). 
Förutom målningar i olja och akvarell gjorde han litografier, teckningar – till exempel en serie stora kolteckningar inspirerade av Lars Noréns lyrik – och fantasifulla skulpturer i många skilda material som sten, gips, metall, trä och drivved. Han har medverkat i en stor mängd samlings- och separatutställningar på till exempel Moderna museet, Liljevalchs, Konstakademien, Millesgården och internationellt. Utställningen "Närvarande" på Göteborgs konsthall 1970 presenterade den fotorealistiska stilen tillsammans med bland annat Ola Billgren och Jan Håfström, Han är representerad på bland annat Moderna museet, Göteborgs konstmuseum, Nationalmuseum, Borås konstmuseum, Örebro läns museum, Ateneum i Helsingfors och Museo de la Solidaridad Salvador Allende i Santiago de Chile.
År 1973 anlitades han av regissören Donya Feuer som scenograf till urpremiären av Lars Noréns uppseendeväckande pjäs Fursteslickaren på Dramaten. Den följdes av fler teaterproduktioner (och urpremiärer) på samma teater: Alf Sjöbergs uppsättning av Antonio Buero Vallejos Stiftelsen 1977, Lars Noréns Orestes i regi av Gunnel Lindblom 1980 och P C Jersilds Lit de parade i regi av Staffan Roos 1983. På Unga Klara gjorde han även scenografi och masker till Suzanne Ostens produktion Alla – utom jag 1987. På Dramaten agerade han också i en liten roll i Ralf Långbackas produktion av Carlo Goldonis Sommarnöjet 1968.
På 1970-talet var Tillberg bosatt i Vallentuna. I Rosendalskolan, tidigare Hammarbacksskolan, fanns från 1977 hans väggmålning Det rasande berget. Konstverket målades dock delvis över med vit färg 2020, eftersom eleverna "ville ha det ljusare", enligt skolans rektor.
Sedan slutet av 1980-talet var han och familjen bosatt i Mas-Blanc-des-Alpilles i Provence, Frankrike. År 1990 blev han ledamot i Konstakademien. 
Peter Tillberg var från 1974 till sin död gift med konstnären Kerstin Schild Tillberg (född 1942), dotter till disponenten Arne Schild och Märta, ogift Sjöberg. De båda samverkade också emellanåt i olika sammanhang, såsom med scenografiska arbeten.
Han avled den 3 juni 2016, fyra dygn före sin 70-årsdag, efter att några år tidigare drabbats av alzheimers sjukdom.

## Offentliga verk i urval
- Komma hem från arbetet (1999), brons, skulpturparken vid Konsthallen Hishult
- Fåret (2000), brons, Frykholmsgatan i Hässleholm
- Herden (2000), brons, Frykholmsgatan i Hässleholm
- Påven (2001), brons, skulpturparken vid Konsthallen Hishult
- Den onämnbare (2000), betong, skulpturparken vid Konsthallen Hishult
- Drakorm (2007), brons, receptionsdisken på Södermalmsskolan i Stockholm
- Trattgubbar (2009), brons, Skulpturparken Ängelsberg i Ängelsberg